# Ein Engel für alle
Ein Engel für alle ist eine deutsche Kinderserie, die von 2004 bis 2008 in vier Staffeln von der Kinderfilm GmbH im Auftrag des ZDF für den KiKA produziert wurde.

## Episoden

### Staffel 1
| Nr. (ges.) | Nr. (St.) | Originaltitel       | Erstausstrahlung DE |
| ---------- | --------- | ------------------- | ------------------- |
| 1          | 1         | Himmlische Berliner | 30. Jan. 2005       |
| 2          | 2         | Schöne Ferien       | 6. Feb. 2005        |
| 3          | 3         | Knusperengel        | 13. Feb. 2005       |
| 4          | 4         | Schnuffel ist weg   | 20. Feb. 2005       |
| 5          | 5         | Halloween           | 27. Feb. 2005       |

### Staffel 2
| Nr. (ges.) | Nr. (St.) | Originaltitel     | Erstausstrahlung DE |
| ---------- | --------- | ----------------- | ------------------- |
| 6          | 1         | Feueralarm        | 26. Dez. 2005       |
| 7          | 2         | Mit Ach und Krach | 27. Dez. 2005       |
| 8          | 3         | Ausgetrickst      | 28. Dez. 2005       |
| 9          | 4         | Zigarettendiebe   | 29. Dez. 2005       |
| 10         | 5         | Katzenjammer      | 30. Dez. 2005       |

### Staffel 3
| Nr. (ges.) | Nr. (St.) | Originaltitel    | Erstausstrahlung DE |
| ---------- | --------- | ---------------- | ------------------- |
| 11         | 1         | Die Überraschung | 1. Jan. 2007        |
| 12         | 2         | Das Findelkind   | 2. Jan. 2007        |
| 13         | 3         | Der Riesenkerl   | 3. Jan. 2007        |
| 14         | 4         | Geldwäsche       | 4. Jan. 2007        |
| 15         | 5         | Die Entführung   | 5. Jan. 2007        |

### Staffel 4
Ein Engel für alle wurde nach der 3. Staffel unter dem neuen Sendungstitel Ein Engel für alle! mit der 4. Staffel fortgesetzt.
In dieser wurden vollkommen neue Darsteller und Charaktere geschaffen, die Machart der Serie und der Musik wurde geändert und die Folgenlänge von 15 auf 25 Minuten verlängert.
Die Folgen 16–21 wurden im Sommer 2008 von der Kinderfilm GmbH in Niedergrunstedt im Auftrag des ZDF produziert und zu Weihnachten im KiKA ausgestrahlt.
| Nr. (ges.) | Nr. (St.) | Originaltitel                      | Erstausstrahlung DE |
| --- | --------- | ---------------------------------- | ------------------- |
| 16 | 1         | Nasse Landung                      | 24. Dez. 2008       |
| Wie soll der Engel Markus auf der Erde landen? 3 Möglichkeiten werden ihm geboten, doch ohne lang überlegt zu haben, wurde schon eine für ihn ausgewählt: es wird nass! Und auf der Erde ist auch nicht alles, wie es sein sollte. Pfarrer Friedemann weiß nicht weiter: Bürgermeister Dettmar meint, im kleinen Dörfchen Schönhausen wäre ein UFO vergraben und möchte dieses schnellstmöglich bergen. Das Problem: Es soll unter der Kirche liegen. |           |                                    |                     |
| 17 | 2         | Die Feuerprobe                     | 24. Dez. 2008       |
| Nach Pfarrer Frieder Friedemann erhält Markus von Schutzengel-Ausbilder Gero den Neuankömmling Oliver als zweiten Schützling. Er soll es schaffen, ihn in Oberschönheim zu integrieren, indem er dort Freunde findet. |           |                                    |                     |
| 18 | 3         | Immer Ärger mit den Außerirdischen | 25. Dez. 2008       |
| Bürgermeister Dettmer lässt nicht los und beharrt weiterhin auf seinen UFO-Thesen aus und bestellt eine Alienpuppe, welche in Zusammenhang mit ihrem Thema für ein gewaltiges Durcheinander im kleinen Oberschönheim anrichtet. |           |                                    |                     |
| 19 | 4         | Abheben – aber richtig!            | 25. Dez. 2008       |
| Doch Dettmer lässt sich auch davon nicht zurückschrecken und sorgt für das nächste große Ereignis in Oberschönheim: einen geheim geplanten Staatsbesuch, welcher ihm angeblich den ganz großen Karriere-Durchbruch ermöglichen soll. |           |                                    |                     |
| 20 | 5         | Verletzungsrisiko                  | 26. Dez. 2008       |
| Nur seit kurzem kennt sie ihn und dennoch hat sich Jenny in den noch-in-der-Ausbildungsphase-befindlichen Schutzengelanwärter Markus verliebt. Auch er empfindet für sie, doch als Engel ist es ihm untersagt, mit ihr zusammen zu sein, da er dadurch auch den neu nach Oberschönheim zugezogenen Olli verletzen würde, der sich ebenfalls in die Bürgermeisterstochter versehen hat. Mit dem Auftrag, durch Jenny’s Liebe niemanden zu verletzen, muss er sich nun herumschlagen; seine eigenen Gefühle ganz hinten angestellt.                                                  |           |                                    |                     |
| 21 | 6         | Die große Engel-Prüfung            | 26. Dez. 2008       |
| Letzter Tag des Schutzengel-Praktikums auf der Erde, doch Ausbilder Gero erscheint nicht und gibt Engel Markus somit auch keinen letzten Auftrag. Doch sofort erkennt Markus, dass mit oder ohne einer direkten Aufgabe auch so noch genug in dem kleinen thüringischen Dörfchen zu erledigen ist. Bürgermeister Dettmer hat Dorfpfarrer Friedemann zu einem öffentlichen Rededuell in der Kirche herausgefordert. Widerwillig stimmt dieser zu. Doch als es so weit ist, wird Frau Werner mit der für Frieder vorbereiteten Rede von Bürgermeister Dettmer außer Gefecht gesetzt. |           |                                    |                     |

## Der Film
Anlässlich der Ausstrahlung zu Karfreitag 2010 wurden die Folgen der neuen vierten Staffel zu einem Spielfilm zusammengeschnitten. Die Ausstrahlung erfolgte im KiKA gegen 15 Uhr.

## Darsteller

### Staffel 1 und 2
- Maria Arnold alias Natalie
- Victor Aschke alias Wolli
- Maximilian Blume alias Felix
- Hansa Czypionka alias Pfarrer Gottschalk
- Shamin Dake alias Nadine
- Maggy Domschke alias Frau Werner
- Lisa-Marie Frank alias Dana
- Natalie Gloria alias Leni
- Lloyd Edward Heidler alias Sensenmann
- Katrin Heinke alias Regieassistentin
- Nina Heinke alias Luzie
- Riccardo Kaufmann alias Busfahrer
- This Maag alias Klavierlehrer
- Hendrjke Machate alias Luise
- Heike Meyer alias Danas Mutter
- Paul Georg Meyer alias Lion
- Helena Peitsch alias Tabea
- Guido Renner alias Danas Vater
- Jonas Richter alias Raik
- Gudrun Ritter alias Frau Feldmann
- Jana Röhlinger alias Jule
- Christian Rudolf alias Regisseur Ulli
- Martin Schnippa alias Tim
- Nobuyuki Takayama alias Requisiteur
- Tim Morten Uhlenbrock alias Zacharias
- Matthias Winde alias Kioskbesitzer
- Viviane Witschel alias Sandra
- Florian Wünsche alias Lars
- Lars Zündel alias Tobi

### Staffel 3
- Stefan Tetzlaff alias Andi
- Gustav Grabolle alias Tim
- Raúl Semmler alias Amadeus
- Florian Wünsche alias Heiner

### Staffel 4
- Maggy Domschke alias Magarethe Werner
- Piet Klocke alias Gero
- Volker Michalowski alias Bürgermeister Detlef Dettmar
- Manfred Möck alias Pfarrer Friedemann
- Henriette Nagel alias Lily
- Daniel Roesner alias Markus

## Drehorte
Die Serie wurde in Niedergrunstedt, nahe Weimar in Thüringen, gedreht. Zusätzlich wurde ca. zwei Tage pro Staffel im Studio gedreht.